# Pomnik Wdzięczności Armii Czerwonej w Łodzi
Pomnik Wdzięczności Armii Czerwonej w Łodzi – zlikwidowany pomnik znajdujący się w latach 1945–1992 w parku im. księcia Józefa Poniatowskiego w Łodzi.

## Historia
Pierwsze plany budowy Pomnika Wdzięczności Armii Czerwonej w Łodzi były wykonywane w lutym 1945. W Łodzi miał się znaleźć 1 z 392 powstałych w Polsce pomników dziękczynnych dla Armii Radzieckiej za wyzwolenie spod okupacji niemieckiej. Sztab Główny Wojska Polskiego miał skierować do prezydenta Łodzi pismo zawierające treść: 

Zgodnie z postanowieniem Rad Wojskowych 1. Frontu Białoruskiego i Grupy Sowieckich Wojsk Okupacyjnych w Niemczech, jednostka wojskowa p/p34490 została zobowiązana do postawienia w kilkunastu polskich miastach pomników żołnierzom Armii Czerwonej, poległym w walkach z niemieckimi wojskami na terytorium Polski.

Do miast wytypowanych w celu postawienia pomnika była Łódź, w związku z czym Sztab Główny Wojska Polskiego prosił prezydenta o udzielenie pomocy przy budowie pomnika. Zarząd Miejski podjął się współpracy z Armią Czerwoną, przekazał materiały budowlane oraz udzielił kredytów w wysokości 800 tys. zł. Budowę pomnika współfinansowało również Ministerstwo Odbudowy, przekazując 200 tys. zł na jego budowę oraz 40 tys. na budowę cmentarzy wojennych żołnierzy Armii Czerwonej. Miejscem budowy pomnika został Park im. księcia Józefa Poniatowskiego, a konkretnie punkt, w którym w 1938 postawiono pomnik Stanisława Moniuszki, zburzony później przez Niemców.
Pomnik odsłonięto 18 listopada 1945. Według ówczesnej prasy w uroczystości uczestniczyła oddziały Armii Czerwonej, Wojska Polskiego, delegacje organizacji politycznych i społecznych, związków zawodowych, uczniowie i studenci. Na odsłonięciu pomnika przemawiali kolejno pułkownik Mozjas, generał Browkin, major Solski, wiceprezydent Łodzi Eugeniusz Ajnenkiel, przewodniczący Miejskiej Rady Narodowej Jan Stefan Haneman oraz przewodniczący Towarzystwa Przyjaźni Polsko-Radzieckiej – Leo Hochberg. Został odegrany przez orkiestrę marsz żałobny, złożono wieńce, odbyła się również defilada.
11 lutego 1946 o godzinie 22:15 grupa złożona z członków Korpusu Obrony Narodowej, tj.: Władysława Stanilewicza, Anny Stanilewicz, Andrzeja Stanilewicza, Zbigniewa Suwalskiego i Stanisława Lamberta zorganizowała akcję „Naczelnik”, wysadzając pomnik przy użyciu 30 kg szedytu. Wybuch ładunku doszczętnie zniszczył obelisk, pozostawiając po nim hałdę gruzu. 5 grudnia 1950 aresztowano przywódcę grupy Władysława Stanielewicza i skazano na 15 lat więzienia, uwalniając po 5 latach.
16 lutego została zorganizowana manifestacja potępiająca zniszczenie pomnika. Pojawiły się również publikacje krytyczne wobec zamachowców, które jednak ucichły ze względu na ryzyko organizacji zamachów na inne tego typu pomniki w Polsce. W okresie od maja 1945 do marca 1946 doszło do kilkunastu prób zniszczenia pomników upamiętniających Armię Czerwoną na terenie Polski. Podjęto się szybkiej odbudowy pomnika, który ponownie odsłonięto w tym samym miejscu 7 listopada 1946, w rocznicę wybuchu rewolucji październikowej.
W okresie istnienia pomnika był on patrolowany przez milicjantów, a w rocznice Rewolucji Październikowej odbywały się przed nim jej obchody. We wrześniu 1992 Rada Miejska w Łodzi podjęła uchwałę inicjującą rozbiórkę pomnika. W trakcie demontażu budowli odnaleziono pod nią ciała 8 rosyjskich oficerów, które 18 listopada 1992 ekshumowano i pochowano na rosyjskim cmentarzu w Parku im. księcia J. Poniatowskiego.

## Architektura
Nie jest dokładnie znana grupa osób odpowiadająca za projekt pomnika. Jednym z jego projektantów był Wacław Wołosewicz, łódzki rzeźbiarz, projektant kilku rzeźb i pomników w Łodzi. Pomnik był betonowym, 14-metrowym graniastosłupem w kształcie obelisku pokrytym granitem, usytuowanym na granitowym sześcianie. Na jego szczycie zlokalizowana była czerwona gwiazda, zaś na podstawie umocowana była tablica z napisem w języku rosyjskim:

Wieczna chwała bohaterom poległym w walkach o wolność i niepodległość Związku Sowieckiego i demokratyczną Polskę.

Budowla była otoczona kolumnami, pomiędzy którymi znajdowały się mogiły żołnierzy Armii Czerwonej. Po zniszczeniu pomnika w 1946 odbudowano go, wykorzystując do tego płyty nagrobne z ewangelickich i żydowskich cmentarzy. Zmieniono również napis umieszczony na pomniku na następujący, w języku polskim i rosyjskim: 

Wieczna sława bohaterom poległym w walce z faszyzmem 1939–1945.